# Distrito de Juchitán
El distrito de Juchitán es uno de los 30 distritos que conforman al estado mexicano de Oaxaca y uno de los dos en que se divide la región istmo. Se conforma 979 localidades distribuidas entre 22 municipios.

## Municipios
| Código INEGI | Municipio                              | Cabecera                               |
| ------------ | -------------------------------------- | -------------------------------------- |
| 005          | Asunción Ixtaltepec                    | Asunción Ixtaltepec                    |
| 010          | El Barrio de la Soledad                | El Barrio de la Soledad                |
| 014          | Ciudad Ixtepec                         | Ciudad Ixtepec                         |
| 025          | Chahuites                              | Chahuites                              |
| 030          | El Espinal                             | El Espinal                             |
| 043          | Heroica Ciudad de Juchitán de Zaragoza | Heroica Ciudad de Juchitán de Zaragoza |
| 057          | Matías Romero Avendaño                 | Matías Romero Avendaño                 |
| 066          | Santiago Niltepec                      | Santiago Niltepec                      |
| 075          | Reforma de Pineda                      | Reforma de Pineda                      |
| 130          | San Dionisio del Mar                   | San Dionisio del Mar                   |
| 141          | San Francisco del Mar                  | San Francisco del Mar                  |
| 143          | San Francisco Ixhuatán                 | San Francisco Ixhuatán                 |
| 198          | San Juan Guichicovi                    | San Juan Guichicovi                    |
| 265          | San Miguel Chimalapa                   | San Miguel Chimalapa                   |
| 327          | San Pedro Tapanatepec                  | San Pedro Tapanatepec                  |
| 407          | Santa María Chimalapa                  | Santa María Chimalapa                  |
| 427          | Santa María Petapa                     | Santa María Petapa                     |
| 441          | Santa María Xadani                     | Santa María Xadani                     |
| 505          | Santo Domingo Ingenio                  | Santo Domingo Ingenio                  |
| 513          | Santo Domingo Petapa                   | Santo Domingo Petapa                   |
| 525          | Santo Domingo Zanatepec                | Santo Domingo Zanatepec                |
| 557          | Unión Hidalgo                          | Unión Hidalgo                          |

## Demografía
En el distrito habitan 356 146 personas, que representan el 9.37% de la población del estado. De ellos 125 438 dominan alguna lengua indígena. Las 10 localidades más pobladas del distrito son:
| Puesto | Ciudad/Localidad                       | Población | Municipio                              |
| ------ | -------------------------------------- | --------- | -------------------------------------- |
| 1      | Heroica Ciudad de Juchitán de Zaragoza | 113,570   | Heroica Ciudad de Juchitán de Zaragoza |
| 2      | Ciudad Ixtepec                         | 28,082    | Ciudad Ixtepec                         |
| 3      | Matías Romero Avendaño                 | 17,525    | Matías Romero Avendaño                 |
| 4      | Unión Hidalgo                          | 13,949    | Unión Hidalgo                          |
| 5      | Chahuites                              | 11,054    | Chahuites                              |
| 6      | Santa María Xadani                     | 8,632     | Santa María Xadani                     |
| 7      | San Pedro Tapanatepec                  | 8,154     | San Pedro Tapanatepec                  |
| 8      | El Espinal                             | 8,125     | El Espinal                             |
| 9      | Santo Domingo Zanatepec                | 7,900     | Santo Domingo Zanatepec                |
| 10     | Asunción Ixtaltepec                    | 7,616     | Asunción Ixtaltepec                    |